# São João do Manteninha
São João do Manteninha este un oraș în Minas Gerais (MG), Brazilia.